# Midrand
Midrand este un oraș din provincia Gauteng, Africa de Sud.